# Buk-gu (Busan)
Buk-gu es un distrito situado en el centro norte de Busan (Corea del Sur). Cubre una superficie de 39,37 kilómetros ² y tenía una población de 275.773 habitantes en 2023.

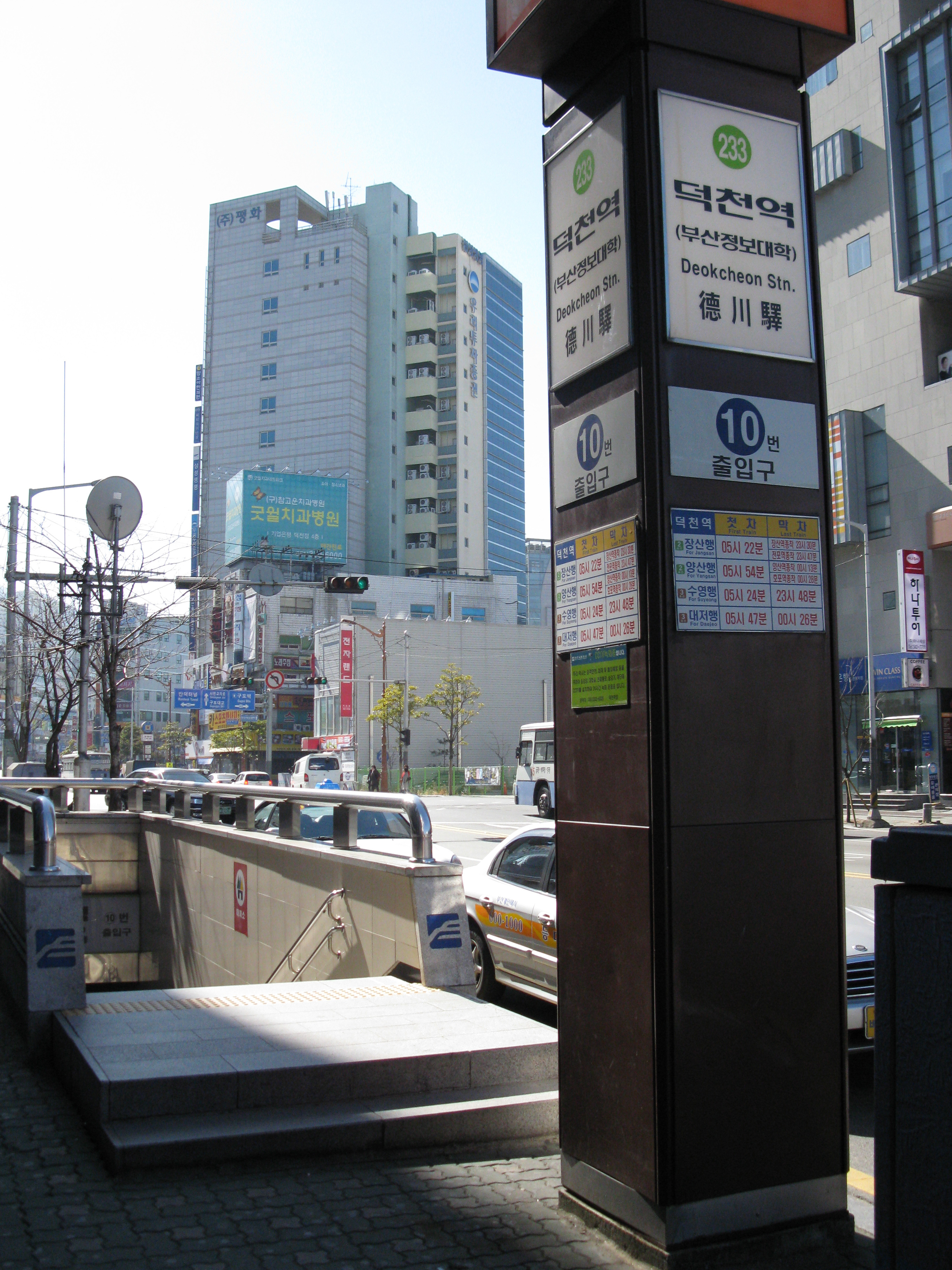
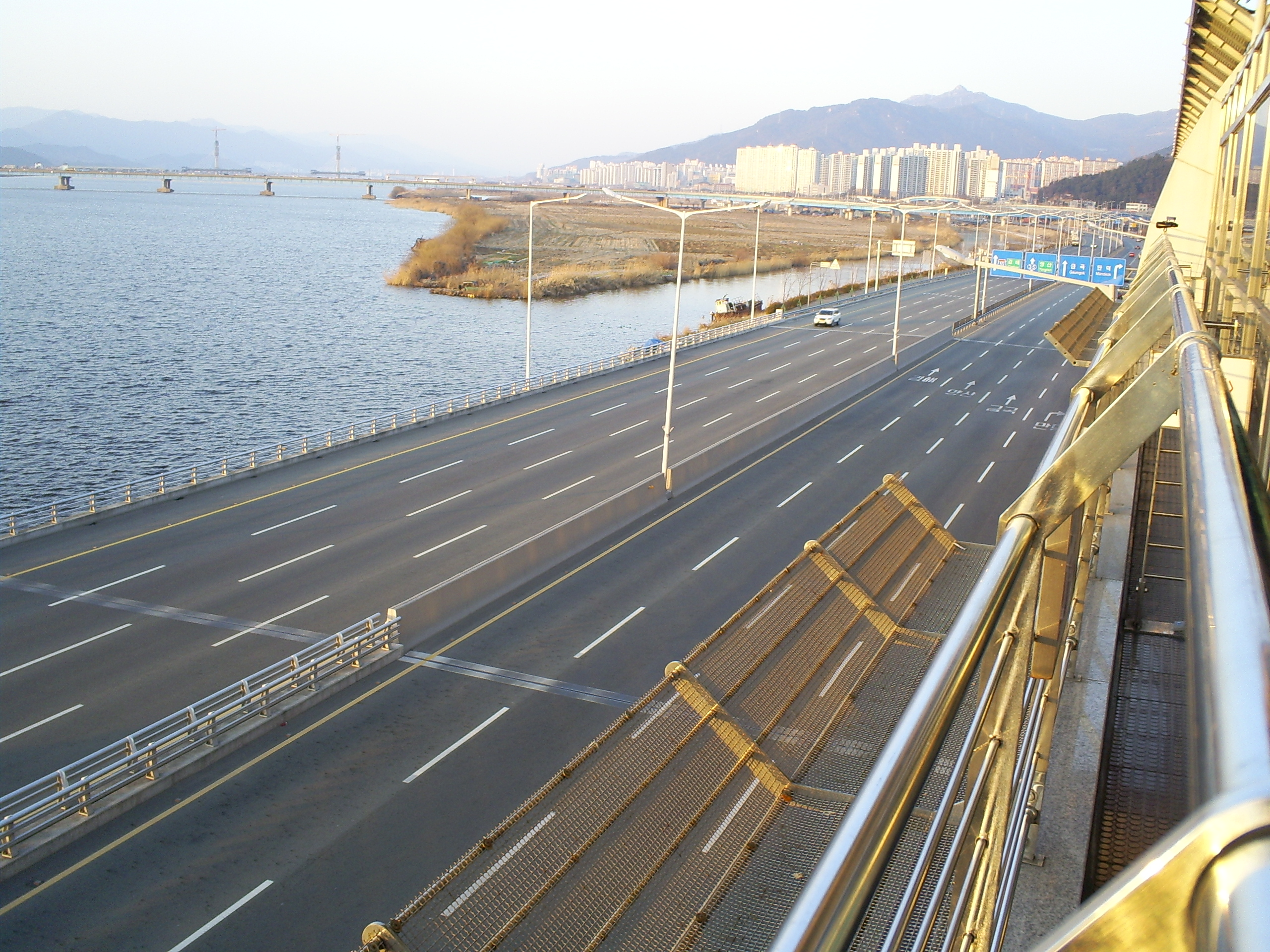
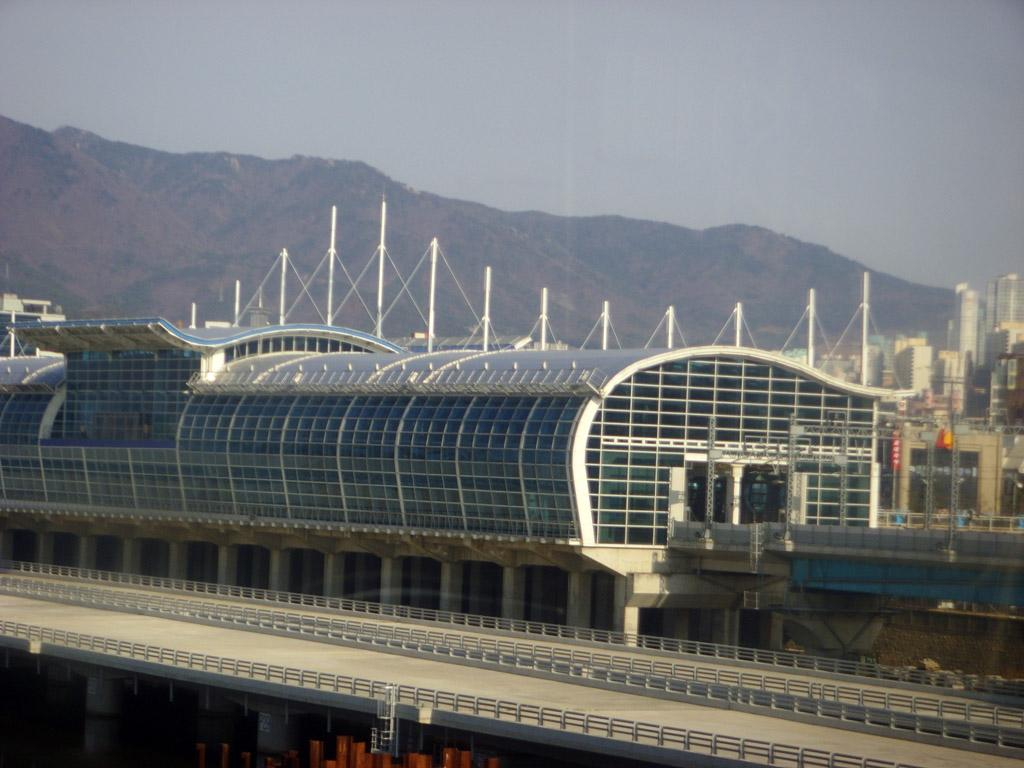

Alcanzó el estatus de gu en 1978.

## Divisiones administrativas

- Gupo-dong
- Geumgok-dong
- Hwamyeong-dong
- Deckcheon-dong
- Mandeok-dong